# Mégamullion

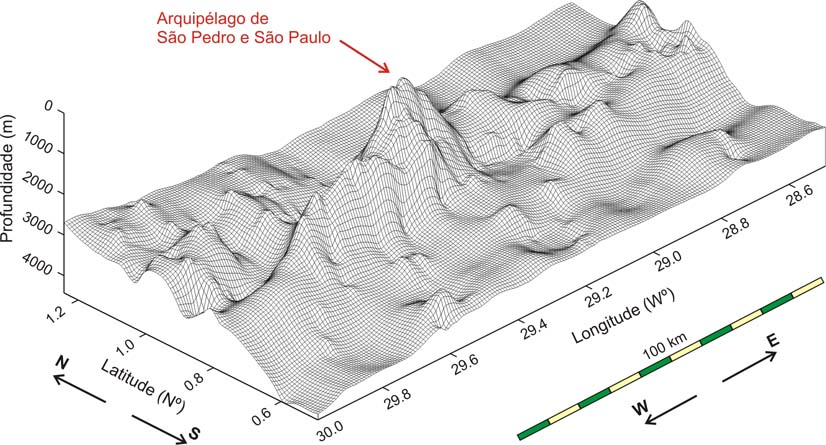
Mégamullion de Saint-Pierre et Saint-Paul dans l'océan Atlantique équatorial, aussi appelée Mégamullion Brachiosaurus, d'après Motoki et al. (2007).

Un mégamullion, également appelé core complex océanique (de l'anglais oceanic core complex, par analogie avec les metamorphic core complexes à terre), est une structure géologique sous-marine caractérisée par un haut topographique en forme de dôme, constituée de roches plutoniques crustales (gabbros) et de roches mantelliques plus ou moins serpentinisées. Ce relief peut être long de 10 à 150 km, large de 5 à 15 km pour atteindre une hauteur de 500 à 1 500 m au-dessus du plancher océanique.

## Mise en place
Les mégamullions se forment au niveau des zones d'expansion océanique, lorsque la tectonique est dominante: Il y a mise en place d'une faille de détachement qui dénude littéralement la croûte océanique profonde et y crée des striations nommées "corrugations" (le terme "mullion" est d'ailleurs emprunté à l'architecture pour désigner ces striations). Les géophysiciens penchent actuellement vers une hypothèse selon laquelle un taux minimum d'activité magmatique serait requis pour la formation de  telles structures.